# Kougny
Kougny ist sowohl eine Gemeinde (französisch commune rurale) als auch ein dasselbe Gebiet umfassendes Departement im westafrikanischen Staat Burkina Faso in der Region Boucle du Mouhoun und der Provinz Nayala. Die Gemeinde hat in 10 Dörfern 15.818 Einwohner, in der Mehrzahl Sanan.
Die Gemeinde liegt in einem Baumwollanbaugebiet und unterteilt sich in die Dörfer Goin, Gounian, Gouri, Kamba, Kibiri, Kougny, Niaré, Nimina, Sébéré und Tiouma.